# Hardy Grüne
Hardy Grüne (* 31. Dezember 1962 in Dortmund) ist ein deutscher Autor.
Hardy Grüne wuchs zunächst in Dortmund auf, er lebt seit 1975 in Göttingen. Er studierte Geographie, Politik und Publizistik. Schon als Kind wurde er – wie sein Vater –   Fan des Fußballvereins Göttingen 05. Hinzu kam die Leidenschaft, Fußballanstecknadeln zu sammeln. Die erste fußballbezogene Sammelleidenschaft führte dazu, dass er sich zum Fußballstatistiker und Fußballhistoriker entwickelte und veröffentlichte dazu diverse Bücher. Außerdem verfasst er politische und historische Bücher und Artikel über Gewerkschaften.
2011 nahm Grüne beim 12.000-km-Radrennen Tour d’Afrique, 2014 am Radrennen The Andes Trail teil.
Zusammen mit Frank Willig bringt Hardy Grüne seit 2015 die Quartalszeitschrift Zeitspiel – Magazin für Fußball-Zeitgeschichte heraus. Er gehört dem Wissenschaftlichen Beirat des Niedersächsischen Instituts für Sportgeschichte an.

## Werke (Auswahl)
- 90 Jahre deutscher Ligafußball. AGON Sportverlag, Kassel 1995, ISBN 3-928562-69-X.
- Zwischen Hochburg und Provinz. 100 Jahre Fußball in Göttingen. Die Werkstatt, Göttingen 1998, ISBN 3-89533-219-4.
- Von grauen Mäusen und großen Meistern. Das Buch zur Bundesliga. AGON Sportverlag, Kassel 1999, ISBN 3-89784-114-2.
- mit Michael Müller-Möhring: 1000 Tips für Auswärtsspiele. Von Aachen bis Zwickau. AGON Sportverlag, Kassel 1999, 4. Auflage 2002, ISBN 3-89784-125-8.
- Enzyklopädie der europäischen Fußballvereine. Die Erstliga-Mannschaften Europas seit 1885. AGON Sportverlag, Kassel [1992] 2000, ISBN 3-89784-163-0.
- Geheuert, Gefeiert, Gefeuert. Die 250 vorzeitigen Trainerwechsel der Bundesligageschichte seit 1963. AGON Sportverlag, Kassel 2000, ISBN 3-89784-104-5.
- Fußball-WM-Enzyklopädie: 1930 bis 2006. AGON Sportverlag, Kassel 2002, ISBN 3-89784-205-X.
- Festtage an der Leine. Die Geschichte von Hannover 96. Verlag Die Werkstatt, Göttingen 2002, ISBN 3-89533-373-5.
- 100 Jahre Deutsche Meisterschaft. Die Geschichte des Fußballs in Deutschland. Die Werkstatt, Göttingen 2003, ISBN 3-89533-410-3.
- 1. SC Göttingen 05. Sutton, Erfurt 2003 (Die @Reihe Sport-Archiv), ISBN 3-89702-580-9.
- Legendäre Fußballvereine. Norddeutschland. Zwischen TSV Achim, Hamburger SV und TuS Zeven. AGON Sportverlag, Kassel 2004, ISBN 3-89784-223-8.
- Legendäre Fußballvereine. Hessen. Zwischen FC Alsbach, Eintracht Frankfurt und Tuspo Ziegenhain. AGON Sportverlag, Kassel 2005, ISBN 3-89784-244-0.
- mit Lorenz Knieriem: Enzyklopädie des deutschen Ligafußballs 8. Spielerlexikon 1: 1890–1963 Agon Sportverlag, Kassel 2006, ISBN 3-89784-148-7.
- Notbremse: Die Roten. Die Geschichte von Hannover 96. Verlag Die Werkstatt, Göttingen 2006, ISBN 3-89533-537-1.
- Mit dem Ring auf der Brust. Die Geschichte des VfB Stuttgart. Verlag Die Werkstatt. Göttingen 2007. ISBN 978-3-89533-593-8.
- Weltfußball Enzyklopädie. Band 1. Europa & Asien. Die Werkstatt, Göttingen 2007, ISBN 978-3-89533-576-1.
- Weltfußball Enzyklopädie. Band 2. Amerika, Afrika, Ozeanien. Die Werkstatt, Göttingen 2009, ISBN 978-3-89533-640-9.
- mit Christian Karn: Das große Buch der deutschen Fußballvereine. AGON Sportverlag, Kassel 2009, ISBN 978-3-89784-362-2.
- Glaube, Liebe, Schalke. Die komplette Geschichte des FC Schalke 04. Die Werkstatt, Göttingen 2010, ISBN 978-3-89533-747-5.
- Das Große Buch von Hannover 96, Verlag Die Werkstatt, Göttingen 2013, ISBN 978-3-7307-0033-4.
- Tour d’Afrique. 12 000 Kilometer Radrennen von Kairo nach Kapstadt. Delius Klasing, Bielefeld 2013, ISBN 978-3-7688-5345-3.
- Wenn Spieltag ist. Fußballfans in der Bundesliga. Verlag Die Werkstatt, Göttingen 2013, ISBN 978-3-7307-0039-6.
- Jenseits der Komfortzone. 11.000 Kilometer Radrennen durch Südamerika. Die Werkstatt, Göttingen 2015, ISBN 978-3-7307-0208-6.
- Fußballwappen. Die Werkstatt, Göttingen 2018, ISBN 978-3-7307-0416-5.
- Zeitspiel-Legenden. Fußballvereine. Band 1, Zeitspiel, Hannover 2020, ISBN 978-3-96736-005-9.
- Fußballheimat Niedersachsen & Bremen. 100 Orte der Erinnerung. Arete Verlag, Hildesheim 2020, ISBN 978-3-96423-015-7.
- Onkel Enver, der Fußball und eine Radreise durch Albanien. Zeitspiel, Hannover 2021, ISBN 978-3-96736-006-6.
- Zeitspiel-Legenden. Fußballvereine. Band 2, Zeitspiel, Hannover 2021, ISBN 978-3-96736-007-3.
- mit Dietrich Schulze-Marmeling: D10S. Diego Maradona – Ein leben zwischen Himmel und Hölle. Die Werkstatt, Göttingen 2021, ISBN 978-3-7307-0557-5.
- mit Dietrich Schulze-Marmeling: Die Königlichen. Die Geschichte von Real Madrid. Die Werkstatt, Göttingen 2023, ISBN 978-3-7307-0684-8.
- Zeitspiel-Legenden. Fußballvereine. Band 3, Zeitspiel, Hannover 2023, ISBN 978-3-96736-009-7.
- Englands Fußballwappen. Alle Klubs der Football League seit 1888 und ihre Wappen. Zeitspiel, Hannover 2023, ISBN 978-3-96736-010-3.
- Zeitspiel-Legenden. Fußballvereine. Band 4, Zeitspiel, Hannover 2024, ISBN 978-3-96736-012-7.
- Erstklassig. 50 Jahre 2. Liga. Die Werkstatt, Göttingen 2024, ISBN 978-3-7307-0705-0.
- Luxemburg – Geschichte einer Fußball-Liebe. Zeitspiel, Hannover 2024, ISBN 978-3-96736-013-4.